# Андська армія
Андська армія (ісп. Ejército de los Andes) — військове формування, створене Об'єднаними провінціями Ріо-де-ла-Плати на чолі з Хосе де Сан-Мартіном за участю чилійських патріотів-емігрантів (головно Бернардо О'Гіґґінса). Ціллю створення армії була організація походу на Чилі для вигнання звідти іспанських роялістів. Формування Андської армії відбувалося в 1814—1817 роках в аргентинській провінції Мендоса.

## Формування

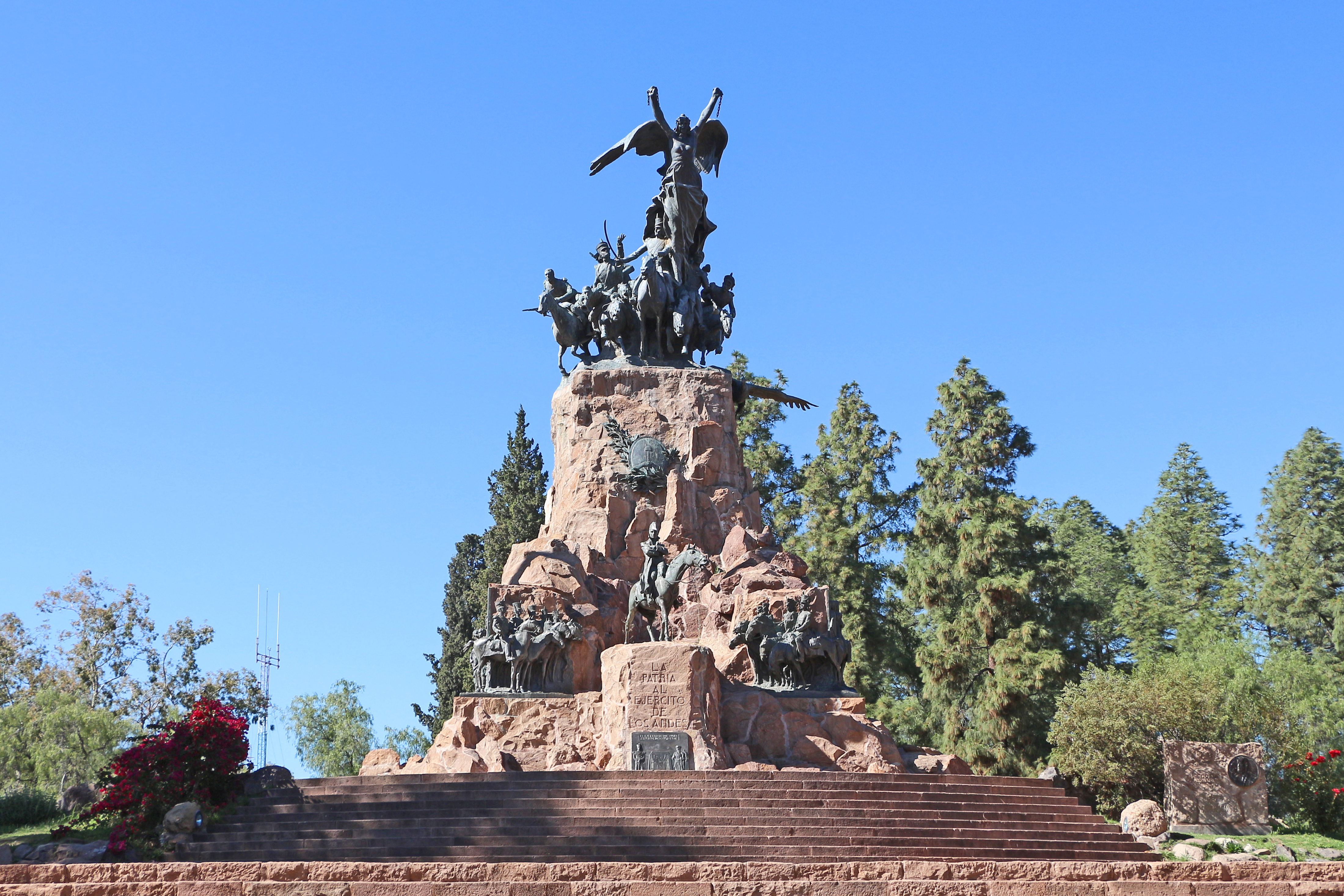
Пам'ятник Андській армії в Мендосі

Тукуманський конгрес схвалив пропозицію Хосе Франсіско де Сан-Мартіна про створення Андської армії влітку 1814 року. У серпні 1814 — лютому 1817 року Сан-Мартін тренував свої війська для того, щоб підготувати їх до походу. Армія на початках складалася з менш досвідчених сил, проте, запроваджуючи жорстку дисципліну та вводячи нове сучасне оснащення, Сан-Мартін мав намір вести в бій добре підготовлені підрозділи.

## Склад

### Чисельність
Точна чисельність Андської армії в різних джерелах наводиться по-різному. Вона коливається від 3500 до 6000 осіб. Крім них, в армії служили ще 1200 осіб, що доставляли провізію та допомагали в забезпеченні військ.

### Підрозділи

#### 1814—1815
Аргентинські підрозділи
- Кінно-гренадерський полк
- Кавалерійський полк міліції
- Сан-Хуанський міліційний полк
- Бригада міліції Мендоса
- Бригада міліції Ла-Ріохи
- Ескадрилья супроводу власного стрілецького командувача
- Добровольчий кавалерійський полк Сан-Луїс
- Мендоський добровольчий кавалерійський полк
- Добровольчі артилерійські батареї Мендоси

Чилійські підрозділи
- 1-й Чилійський піхотний полк
- Емігрантський батальйон чилійської лінійної піхоти
- Південний патріотичний легіон драгунів
- Чилійський артилерійський батальйон

Об'єднані аргентино-чилійські підрозділи
- Аргентинський допоміжний батальйон

#### 1815—1817

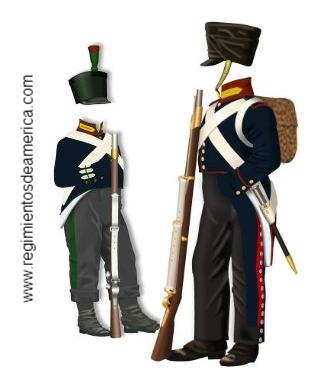
7-й піхотний батальйон

- 3-й батальйон Вітчизняного артилерійського полку
- 8-й піхотний батальйон
- 11-й піхотний батальйон
- 1-й батальйон, Андські єгери та стрільці
- 7-й піхотний батальйон
- 4-й піхотний батальйон
- Кінно-гренадерський полк
- Кінно-стрілецька ескадрилья супроводу головнокомандувача
- Чорний полк Ріо-де-ла-Плата (сформований 1816 р.)

### Негри в Андській армії
Більшість військовослужбовців 7-го, 8-го та 11-го піхотних батальйонів становили негри. Загальна кількість темношкірих в Андській армії становила від 2000 до 3000 осіб, тобто близько 2/3 усього війська. З них живими до Аргентини після завершення бойових дій повернулися тільки 143. Більшість військовослужбовців-негрів були колишніми аргентинськими рабами.
За звичаями часу, всі офіцери армії мали бути білими. Проте Хосе де Сан-Мартін вирішив дозволити неграм бути капралами та сержантами. Крім того, командувач армії був проти сегрегації темношкірих на вільних солдатів та рабів.
Пізніше, в ході бойових дій, 7-й та 8-й батальйони були об'єднані в Чорний полк Ріо-де-ла-Плати, а 4-й батальйон повністю став складатися з негрів.

## Участь у бойових діях

### Перехід через Анди
У січні 1817 року Андська армія розпочала військову кампанію з переходу через Анди. Після важкого переходу через гірські перевали війська опинилися у Чилі та вступили в бої з іспанськими роялістами на чолі з губернатором Франсіско Марко дель Понтом. 12 лютого 1817 року відбулася вирішальна битва при Чакабуко, перемога в якій дозволила чилійським патріотам просунутися вглиб Чилі та зайняти його столицю — місто Сантьяго.

### Створення Об'єднаної армії
Після перемоги при Чакабуко до Андської армії були приєднані деякі чилійські військові формування. Разом вони утворили Об'єднану визвольну армію Чилі. Це формування надалі брало участь у бойових діях проти роялістів, які все ще намагалися відновити свій контроль над Чилі. 19 березня 1818 року армія зазнала поразки в другій битві при Канча-Раяді. Це створило загрозу для повторного захоплення Сантьяго роялістами. Проте вже 5 квітня Об'єднана армія під керівництвом Хосе Франсіско де Сан-Мартіна здобула перемогу в битві при Майпу, яка поклала кінець будь-яким подальшим можливим зазіханням роялістів на незалежність Чилі.

### Вигнання роялістів з Перу

Прапор експедиції визволення Перу

Попри перемогу при Майпу, перебування іспанських роялістів у Перу становило загрозу як для існування Чилі, так і Об'єднаних провінцій Ріо-де-ла-Плати. Тому Хосе де Сан-Мартін з Бернардо О'Гіґґінсом вирішили організувати кампанію для вигнання роялістів з Перу. Кампанія увійшла в історію як експедиція визволення Перу. Прапором експедиції став прапор, схожий на сучасний прапор Чилі, проте не з однією, а з трьома білими зірками на синьому тлі, які символізували три країни — Чилі, Аргентину та Перу.
1822 року Хосе де Сан-Мартін пішов у відставку з посади головнокомандувача Андської армії. Конгрес Перу призначив на цю посаду генерала Рудесіндо Альварадо. Аргентинські підрозділи призначили власного командувача — Енріке Мартінеса Дісідо.
Останнім осередком опору іспанських роялістів у Перу була фортеця Кальяо. 5 лютого 1824 року там відбулося повстання. Об'єднані сили Чилі, Аргентини та Перу, скориставшись цим, змогли захопити фортецю. Після цього експедиція визволення Перу завершилася. Андська армія була відправлена назад до Аргентини. Проте 122 кінних гренадерів родом з Аргентини залишилися після цього в армії Сімона Болівара.